# Резина
Резина је град и седиште Резинског рејона. Под управом града се налазе три села: Бошерница, Чорна и Стохнаја.

## Положај
Град се налази у североисточном делу Молдавије, удаљен 98 km од Кишињева. Лежи на три узастопне заравни које обликује живописна десна обала Дњестра. На најнижој заравни (поред Дњестра) смештен је старији део града, на средњој заравни се налазе зграде саграђене 50-их, 60-их година 20. века, а на најнижој заравни је новији део града, изграђен између 1970. и 1990. године. Резина је удаљена 3 km од железничке станице у Рибници. Кроз град пролази магистрални пут који повезује Орхеј и Рибницу.

## Историја
Археолошка налазишта нам говоре да су прве насеобине на овом простору постојале чак у периоду између 40. и 10. миленијума пре нове ере.
Први запис о граду датира од 5. фебруара 1495. године, за време владавине Стефана Великог, у којем дијак Матеј пише о продаји села Резине, које се налази на ушћу мање реке у Дњестар. У почетку је било мало насеље које након 18. века прераста у варошицу. Становништво се претежно бавило трговином, пољопривредом и занатским пословима.
Иако 26. августа 1940. постаје градски и административни центар, свој нагли индустријски развој доживљава 70-их година 20. века.

## Медији
- Глас Бесарабије - 101,9 MHz
- Реч (Cuvântul) - новине

## Знамените личности
- Николаје Кечерул Куш, политичар